# Бујонвил
Бујонвил (фр. Bouillonville) насеље је и општина у североисточној Француској у региону Лорена, у департману Мерт и Мозел која припада префектури Тул.
По подацима из 2011. године у општини је живело 128 становника, а густина насељености је износила 24,06 становника/km². Општина се простире на површини од 5,32 km². Налази се на средњој надморској висини од 209 метара (максималној 264 m, а минималној 205 m).

## Демографија
| 1962. | 1968. | 1975. | 1982. | 1990. | 1999. | 2011. |
| ----- | ----- | ----- | ----- | ----- | ----- | ----- |
| 92    | 102   | 85    | 76    | 80    | 91    | 128   |

График промене броја становника у току последњих година